# Улица Розенштейна
Улица Розенште́йна — улица в Адмиралтейском районе Санкт-Петербурга. Проходит от набережной Обводного канала до улицы Ивана Черных.

## История

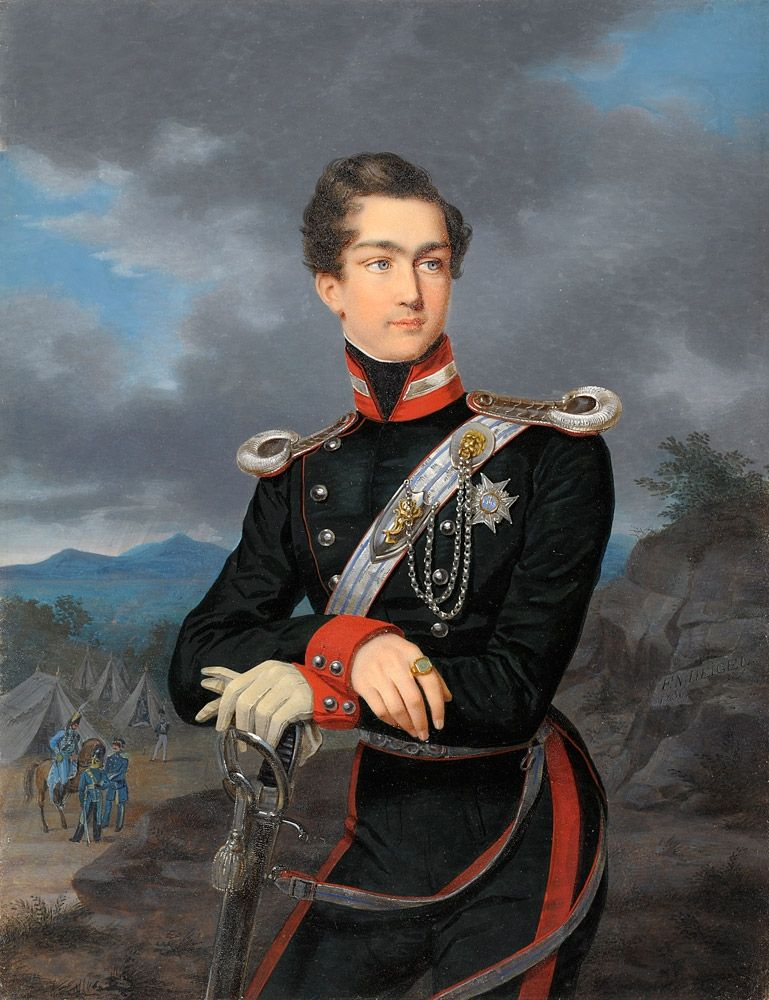
Максимилиан Лейхтенбергский

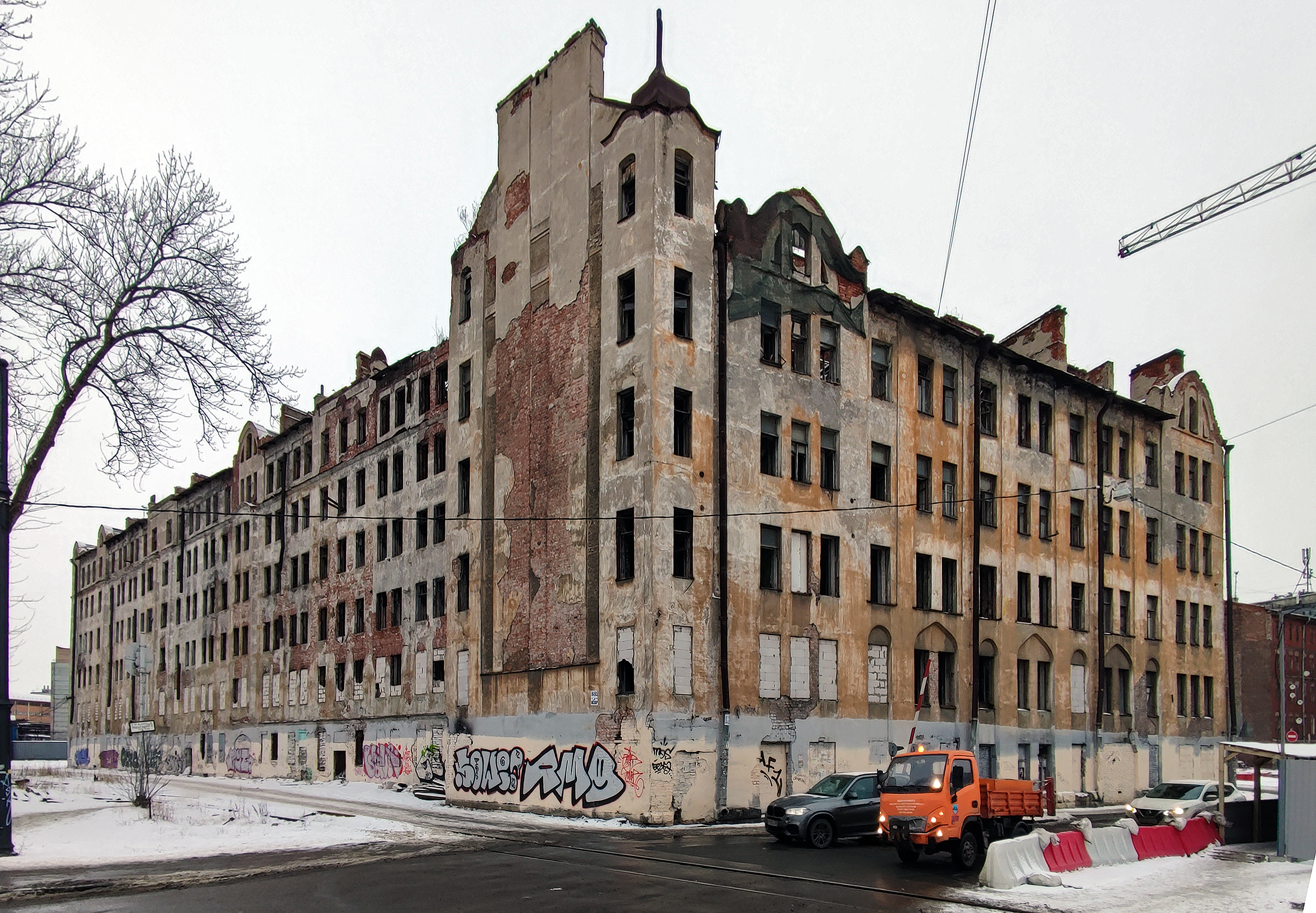
Розенштейна, 39 — Дом Лялевича

Улица возникла во второй половине XIX века. 7 марта 1880 года присвоено имя Лейхтенбергская улица, по фамилии владельца находившегося поблизости чугунолитейного завода герцога Максимилиана Лейхтенбергского, второго сына Евгения Богарне (сына Жозефины и пасынка Наполеона Бонапарта) и принцессы Августы Баварской, дочери короля Баварии Максимилиана I.
6 октября 1923 года переименована в улицу Розенштейна, в честь Михаила Евстафьевича Розенштейна, рабочего-большевика с Путиловского завода, погибшего 22 апреля 1919 года при обороне Видлицы от белофиннов в годы Гражданской войны в России.
В 2005—2009 годах по заказу администрации Санкт-Петербурга была снесена восточная сторона улицы, застроенная историческими зданиями в стиле модерн. Причиной была названа аварийность. Снос вела Ассоциация по сносу зданий, застройку осуществляла компания «Главстрой-СПб» Олега Дерипаски. В результате возведен многоэтажный жилой комплекс в стилистке «спальных» районов, диссонирующий с близлежащими историческими зданиями. Угловой дом в начале улицы (у пересечения с Обводным кан.), долгое время стоявший заброшенным, в настоящее время капитально отремонтирован.
Движение по улице одностороннее, от Обводного канала. В обратную сторону движение осуществляется по такой же односторонней улице Шкапина, проходящей почти параллельно.

## Достопримечательности
- Краснооктябрьский мост;
- Завод «Красный треугольник»;
- «Балтийский хладокомбинат»;
- Дом № 39 —  дом Лялевича, построен в 1902—1904, дебютный проект архитектора Мариана Лялевича[4][5][6]. В 2008 году дом признали аварийным, жильцов расселили, а здание выставили на торги в поисках инвестора, который мог бы провести реконструкцию. К 2022 году дом был на аукционе 9 раз, однако не получил ни одной заявки[7].